# Jonas Valančiūnas
Jonas Valančiūnas (* 6. května 1992 Utena) je litevský basketbalista, který od roku 2019 působí v americkém klubu Memphis Grizzlies. V NBA hraje od roku 2012, kdy ho draftoval klub Toronto Raptors, v němž pak strávil sedm sezón. Ke konci sezóny 2019/20 odehrál v NBA 559 utkání a dosáhl průměru 12,4 bodu na zápas. V sezóně 2011/12 se stal nejužitečnějším hráčem litevské ligy. S litevskou mužskou reprezentací získal dvě stříbra na mistrovství Evropy, v letech 2013 a 2015. Je nejmladším hráčem, který kdy reprezentoval Litvu na velkém turnaji (ME 2011).